# أولري تيركيم
أولري تيركيم (بالفرنسية: Olry Terquem) هو عالم رياضيات فرنسي. اشتهر أساسا بفضل أعماله على الهندسة الرياضية وبفضل تأسيسه لمجلتين علميتين اثنتين.